# 民主社会主义者运动
民主社会主义者运动（希臘語：Κίνημα Δημοκρατών Σοσιαλιστών，Kinima Dimokraton Sosialiston）是泛希腊社会主义运动分裂后由乔治·帕潘德里欧于2015年1月3日成立的希腊政党。
该党是由社会党国际主席、希腊前总理乔治·帕潘德里欧于2015年1月希腊议会选举前三周，2015年1月2日宣布。翌日举行成立大会，5名希腊议会议员跟随乔治·帕潘德里欧加入。该党参与是次大选，但未能达到3%得票率，无法进入议会。